# 黑明根
黑明根（德語：Hemmingen，發音：[ˈhɛmɪŋən] ⓘ）是德国下萨克森州汉诺威地区的城市，面积31.73平方千米，2023年12月31日人口为18,885人。

## 友好城市
黑明根与以下城市结为友好城市：
- 波蘭 穆羅瓦納-戈希利納
- 苏格兰 南拉纳克郡
- 法國 伊沃托